# Vesey Street

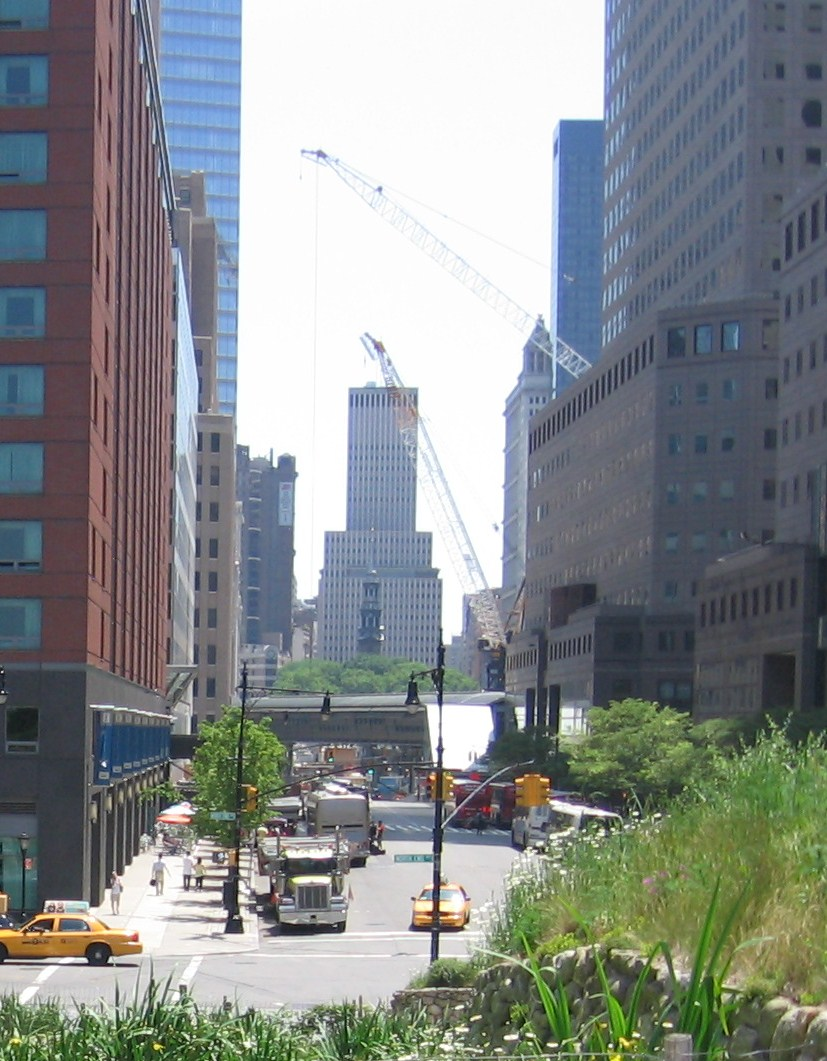
Vesey Street nabij het World Financial Center (rechts) in Battery Park City, kijkend naar het oosten (North End Avenue)

Vesey Street (uitspraak:ˈvɛzi) is een straat in de Amerikaanse stad New York, die oost-west Lower Manhattan doorkruist. Ze loopt ten noorden van het World Trade Center in de gelijknamige wijk.

## Omschrijving
De straat is vernoemd naar eerwaarde William Vesey (1674-1746), de eerste rector van de nabijgelegen Trinity Church. Langs de weg staat onder andere sinds 1927 het Verizon Building, een van de oudste art-deco-gebouwen ter wereld, en verder twee gebouwen van het World Financial Center – met name het Three World Financial Center en Four World Financial Center –, het Conrad New York en sinds 2006 ook het nieuwe 7 World Trade Center. Na de aanslagen op 11 september 2001 kwam een blok ten zuiden een extensie van Fulton Street, waarlangs het One World Trade Center kwam te staan. Beide straten hebben daardoor een kruispunt aan Church Street, een andere belangrijke noord-zuid verkeersader op Manhattan.
Het belangrijkste kruispunt van Vesey Street is gesitueerd aan West Street, wat sinds de jaren negentig van de 20e eeuw de noord-zuidverbinding langs de oostelijke oever van de Hudson is. Ze heeft in het oosten haar beginpunt op Broadway en in het westen eindigt ze op North End Avenue in de wijk Battery Park City.

## Bereikbaarheid
- World Trade Center Transportation Hub –